# John Milton
John Milton (London, 9. prosinca 1608. – London, 8. studenog 1674.), engleski književnik 
Znameniti je esejist, pjesnik i dramatičar. Njegov religiozni ep "Izgubljeni raj" smatra se jednim od najboljih djela napisanih na engleskom jeziku. Milton se aktivno umiješao i u političke borbe svojega doba. Kad je nakon pogubljenja kralja u siječnju 1649. Milton objavio spis u kojem opravdava taj Cromwellov postupak, imenovan je tajnikom novoosnovanog državnog vijeća i na tom poslu 1652. izgubio vid.
Nakon pobjede kontrarevolucije 1660., knjige su mu javno spaljene, a on bačen u tamnicu, ali je uskoro pušten.